# D3 (vidéo)
Pour les articles homonymes, voir D3.
Inventé en 1991 par Sony & BTS et distribué par Panasonic, le format numérique D3 n'existe qu'en magnétoscope, pour la postproduction haut de gamme des années 1990. 
Concurrente directe de la cassette D2 d'Ampex, ce type d'équipement était surtout utilisé pour l'enregistrement des séries et sitcoms tournés en vidéo, tels que Seconde B diffusée en 1993 sur France 2. 
Le format D3 a le même taux d'échantillonnage que le D2, toutefois que le premier est moins encombrant. La cassette est également utilisée par la BBC. Dans les années 1990, le groupe détient environ 340 000 cassettes D3 contenant ses archives vidéo, avec près de 362 000 émissions enregistrées,.  

## Caractéristiques
- Type de bande 1/2"
- Échantillonnage Y CrCb : 4.2.2
- Quantification : 8 bits
- Compression : aucune
- Débit enregistrement : 172 Mb/s